# Matka
Matka és una obra dramaticomusical en un acte composta el 1927 per Alois Hába sobre un llibret en txec del mateix compositor. Es va estrenar el 17 de maig de 1931 al Staatstheater am Gärtnerplatz de Múnic.